# スカイワーク航空
スカイワーク航空（スカイワークこうくう、SkyWork Airlines AG）はスイスのベルプに本社を置いていた航空会社である。旧本社はベルン空港（ベルプ）の北ターミナルにあった。主にヨーロッパ各地への定期便を運航し、夏季にはチャーター便も運航した。2018年に経営破綻した。

## 保有機材
スカイワーク航空の保有機材は以下の通り（2014年10月現在）。
かつてボンバルディア ダッシュ8Q-400を3機保有していたが、2014年10月までに最後の1機がエア・ベルリン（現在破産）に移籍された。

## 就航都市

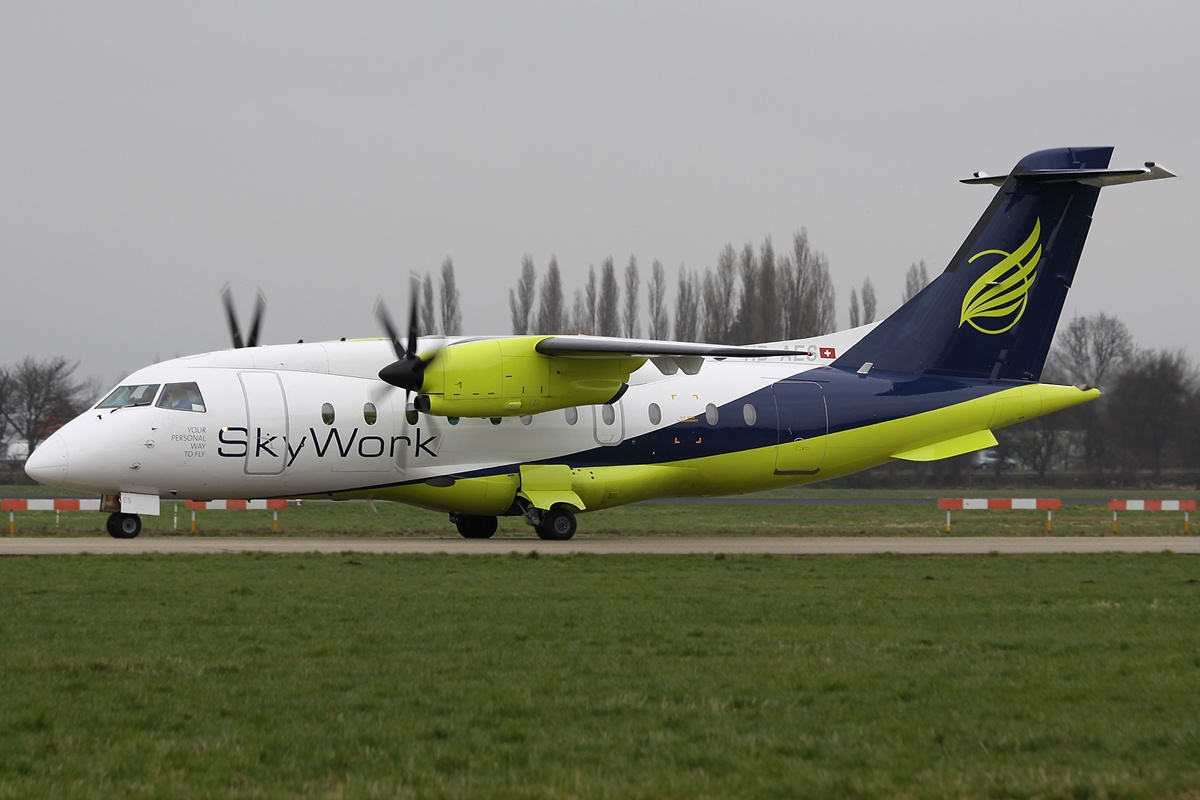
スカイワークのドルニエ 328-110（2011年3月にオランダ・ロッテルダム空港にて）

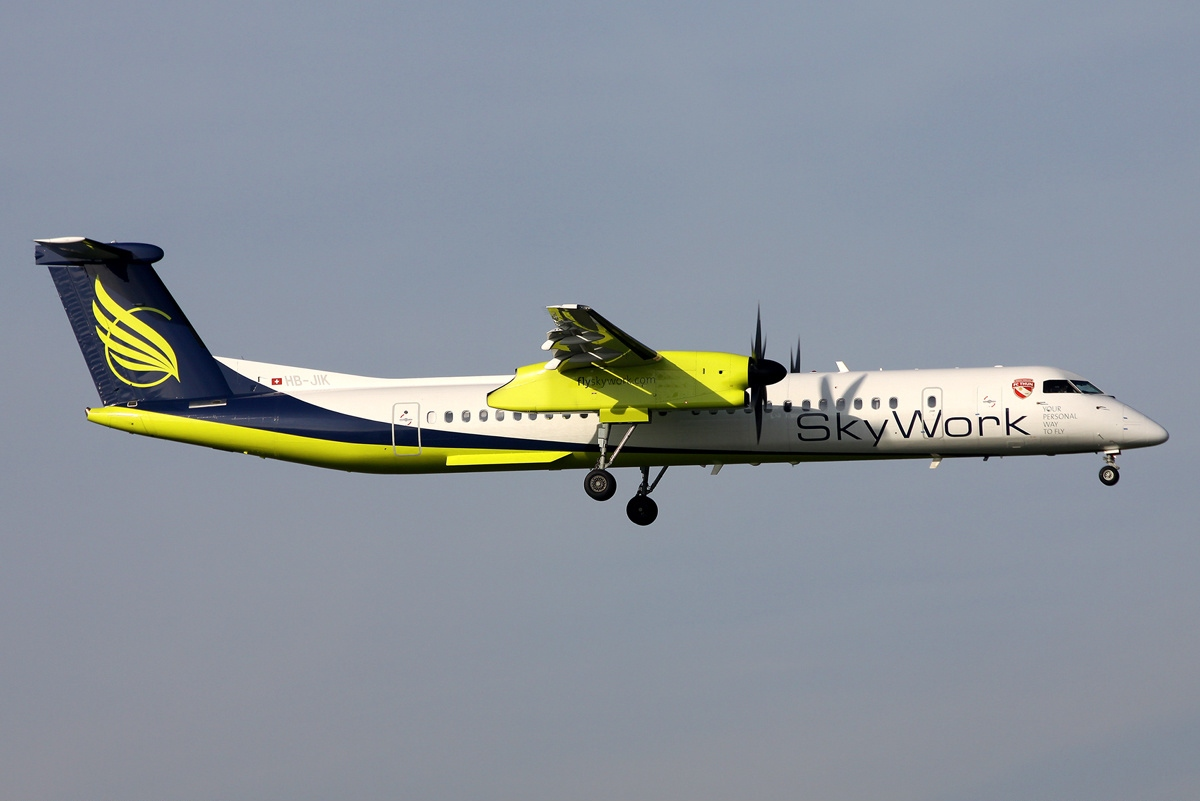
スカイワークのボンバルディア ダッシュ8（2011年11月にオランダ・アムステルダム、アムステルダム・スキポール空港にて）

スカイワーク航空の就航都市は以下の通り（2015年1月25日現在）。
オーストリア
- ウィーン - ウィーン国際空港

クロアチア
- リエカ - リエカ空港 [季節運航]
- スプリト - スプリト空港 [季節運航]
- ザダル - ザダル空港 [季節運航]

フランス
- フィガリ - フィガリ＝シュド・コルス空港 [季節運航]

ドイツ
- ベルリン - テーゲル空港
- ケルン/ボン - ケルン/ボン空港
- ハンブルク - ハンブルク空港
- ミュンヘン - ミュンヘン空港

イタリア
- カリアリ - カリアリ＝エルマス空港 [季節運航]
- エルバ島 - マリーナ・ディ・カンポ空港 [季節運航]
- オルビア - オルビア＝コスタ・ズメラルダ空港 [季節運航]

オランダ
- アムステルダム - アムステルダム・スキポール空港

スペイン
- バルセロナ - エル・プラット空港
- イビサ島 - イビサ空港 [季節運航]
- マオン - メノルカ空港 [季節運航]
- パルマ・デ・マヨルカ - ソン・サン・ジョアン空港

スイス
- ベルン - ベルン空港 拠点

イギリス
- ロンドン - ロンドン・サウスエンド空港[12]